# Cyornis tickelliae
Il pigliamosche blu di Tickell (Cyornis tickelliae Blyth, 1843) è un uccello della famiglia Muscicapidae. Prende il nome da Samuel Tickell, un ornitologo che lavorò in India e Birmania.

## Descrizione

Femmina

Cyornis tickelliae è lungo 11-12 cm; nel maschio, la parte superiore è di un blu brillante, gola e petto sono rossi e il resto della parte inferiore è bianco; la femmina è di un blu più spento, lievemente più brillante in alcuni punti. Gli esemplari più giovani hanno il manto marrone scuro, con piccole macchie bianche, tendente al blu solo su ali e coda.

## Biologia

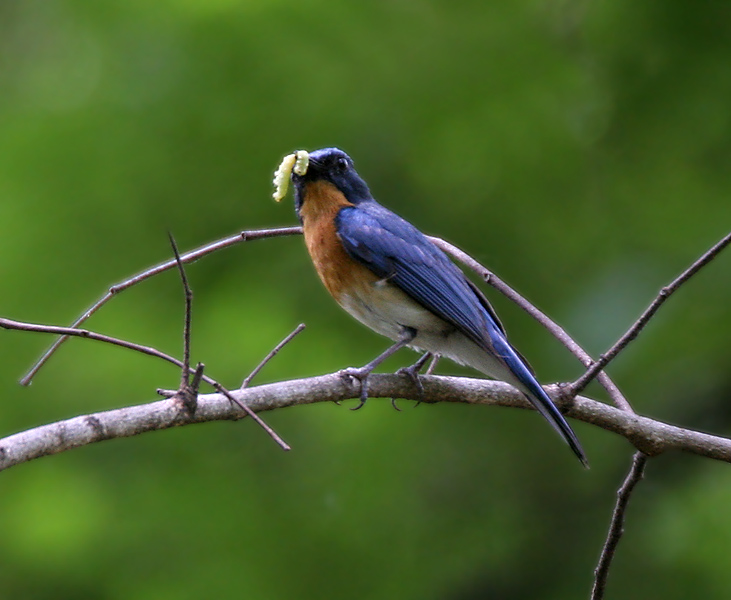
Un maschio con del cibo per i piccoli

### Alimentazione
È una specie insettivora, che si ciba sia di insetti volanti che, occasionalmente, anche di terra, come termiti e forbicine; in alcuni casi, va a caccia anche dopo il crepuscolo.

### Canto
Il canto di questo uccello, dal suono metallico, consiste in una serie di schiocchi seguiti da cinque o sei note che terminano bruscamente; segnali d'allarme noti includono note schioccanti e un suono simile a churr. 

### Riproduzione
La stagione dell'accoppiamento va da aprile ad agosto (da marzo a giugno in Sri Lanka); nidifica con in buchi negli alberi o tra le rocce e depone da 3 a 5 uova.

## Distribuzione e habitat
La specie occupa un vasto areale nell'Asia subtropicale, ed è riscontrabile nel subcontinente indiano e in tutto il sud-est asiatico; in alcune zone, la specie è presente in variazioni di dimensioni e piumaggio. Esistono due sottospecie: Cyornis t. tickelliae, che si trova in India, Nepal e Birmania; Cyornis t. jerdoni (o nesea/mesaea, più scura), che si trova in Sri Lanka. Appartenevano a questa specie anche la indochina (in Thailandia e Birmania meridionale), la sumatrensis (in Malaysia e a Sumatra) e la lamprus (nelle Anambas), ma ora sono considerate sottospecie di Cyornis sumatrensis. Inoltre, in passato la stessa specie Cyornis tickelliae era stata considerata una sottospecie di Cyornis rubeculoides, del tutto simile ma con la gola blu.